# Hype Williams
Harold Williams, dit Hype Williams, est un réalisateur de clips et de cinéma, né en 1970 dans le Queens (New York) aux États-Unis.
En 1998, il a réalisé le film Belly.

## Biographie
Il a écrit le scénario de Runaway, un court-métrage musical de Kanye West.

## Réalisations

### 1992
- Strickly Roots - Duck the Boys in Blue
- Zhigge - Rakin' in the Dough
- Cutty Ranks - Living Condition

### 1993
- Erick Sermon – Hittin' Switches
- Positive K – I Got a Man (version 1)
- Mangu – La Playa
- K7 – Zunga Zeng
- M.O.P - How About Some Hardcore

### 1994
- Craig Mack – Flava in Ya Ear (remix)
- Wu-Tang Clan – Can It Be All So Simple?
- Jodeci – Feenin'
- Mic Geronimo - Shit's Real
- Da Bush Babees - We Run Things (It's Like That)
- Gravediggaz - Diary of a Madman
- Craig Mack – Get Down
- Wu-Tang Clan- Wu-Tang Clan Ain't Nuthing ta Fuck Wit/Shame on a Nigga

### 1995
- Mary J. Blige - Be Happy (Ghost codirigé avec Sean « Puffy » Combs)
- Naughty by Nature – Craziest
- The Notorious B.I.G. – One More Chance [version 2: remix]
- Warren G – So Many Ways
- Brandy – Baby
- The Notorious B.I.G. – Warning
- The Notorious B.I.G. – Big Poppa (codirigé avec Sean « Puffy » Combs)
- Brandy feat. Queen Latifah, MC Lyte, et Yo Yo – I Wanna Be Down (version 2:remix)
- Adina Howard – Freak Like Me
- Montell Jordan – This Is How We Do It
- The Notorious B.I.G. – One More Chance (version 1)
- Guru & Chaka Khan – Watch What You Say
- Montell Jordan – Somethin' 4 Da Honeyz (version 1)
- Boyz II Men - Vibin' (version 2)
- Brandy - Sittin' Up In My Room
- Blackstreet feat. SWV - Tonite's The Night
- Hodge - Head Nod [Remix]
- Mic Geronimo - Masta I.C.
- OutKast - Benz or Beamer
- Ol' Dirty Bastard - Shimmy Shimmy Ya/Baby C'Mon
- Sam Sneed (en) - U Betta Recognize
- Ca$h Money Click- 4 My Click

### 1996
- 2Pac feat. Dr. Dre - California Love (version 2: Mad Max, version 3: remix)
- D'Angelo - Lady (version 1)
- LL Cool J feat. Boyz II Men - Hey Lover
- R. Kelly feat. Ronald Isley - Down Low (nobody has to know) (version 1)
- Busta Rhymes - Woo-hah! Got You All In Check (version 1)
- The Tony Rich Project - Nobody Knows
- R. Kelly - Thank God It's Friday
- LL Cool J - Doin' It
- Maxi Priest feat. Shaggy - That Girl
- Nas feat. Lauryn Hill - If I Ruled The World (Imagine That)
- Nas - Street Dreams
- Nas feat. R.Kelly - Street Dreams (Remix)
- A Tribe Called Quest - 1nce Again
- Blackstreet feat. Dr. Dre & Queen Pen - No Diggity
- R. Kelly - I Can't Sleep Baby (If I remix)
- A Tribe Called Quest - Stressed Out (version 1)
- Jay-Z feat. Mary J. Blige - Can't Knock The Hustle
- LL Cool J featuring Total - Loungin' (remix)
- Foxy Brown featuring Blackstreet - Get Me Home
- R. Kelly - I Believe I Can Fly
- Group Therapy feat. Dr. Dre, RBX, KRS-One, B-Real & Nas - East Coast West Coast Killaz
- The Monstars (from Space Jam) - Hit 'Em High
- The Isley Brothers feat. R. Kelly - Let's Lay Together
- Total - No One Else
- Babyface feat. LL Cool J, Jody Watley, etc. - This Is For The Lover In You
- Razor Blade - The Razor Blade Call
- LL Cool J feat. Keith Murray, Prodigy (rappeur), Fat Joe, et Foxy Brown - I Shot Ya

### 1997
- Missy Elliott - The Rain (Supa Dupa Fly)
- Puff Daddy feat. Faith Evans & 112 - I'll Be Missing You
- R. Kelly - Gotham City
- The Notorious B.I.G. feat. Puff Daddy & Ma$e - Mo Money Mo Problems
- Mary J. Blige - Everything
- Busta Rhymes - Put Your Hands Where My Eyes Could See
- Missy Elliott feat. Da Brat- Sock It 2 Me
- Jay-Z feat. Foxy Brown & Babyface - (Always Be My) Sunshine
- Busta Rhymes - Dangerous
- Ma$e - Feel So Good
- Wild Orchid - Supernatural
- Will Smith - Gettin' Jiggy wit It
- Usher - Nice and Slow
- Nas, Foxy Brown, AZ, and Nature Present The Firm - Firm Biz
- Refugee Camp Allstars feat. Pras et Ky-Mani - Avenues
- Scarface - Mary Jane

### 1998
- DMX feat. Sheek Louch of the LOX - Get at Me Dog
- DMX feat. Faith Evans - How's It Going Down?
- Faith Evans - Love Like This
- Mel B feat. Missy Elliott - I Want You Back
- Mariah Carey feat. Jermaine Dupri - Sweetheart
- Mýa feat. Noreaga & Raekwon - Movin' Out
- Kelly Price feat. R. Kelly & Ron Isley - Friend of Mine
- Busta Rhymes - Gimme Some Mo'
- DMX, Nas, Method Man, et Ja Rule - Grand Finale
- R. Kelly - Half On A Baby
- R. Kelly feat. Keith Murray - Home Alone
- Taral Hicks - Silly
- Taral Hicks - Ooh, Ooh Baby
- Film long métrage Belly avec Nas, DMX, Method Man, Taral Hicks et T-Boz du groupe TLC.

### 1999
- 112 feat. Lil' Zane - Anywhere
- Ja Rule - Holla Holla
- Ja Rule feat. Cadillac Tah & Black Child - Murda 4 Life
- Ja Rule - It's Murda/Kill 'Em All
- Ja Rule feat. Ronald Isley - Daddy's Little Baby
- Ja Rule - How Many Wanna
- TLC - No Scrubs
- Method Man feat. D'Angelo - Break Ups 2 Make Ups
- Busta Rhymes feat. Janet Jackson - What's It Gonna Be?!
- Nas feat. Puff Daddy - Hate Me Now
- Missy Elliott - She's A Bitch
- Ma$e feat. Blackstreet - Get Ready
- Noreaga - Oh No
- Missy Elliott feat. Big Boi & Nicole - All In My Grill
- Puff Daddy feat. R. Kelly - Satisfy You
- Mobb Deep feat. Nas - It's Mine
- Mobb Deep feat. Lil' Kim - Quiet Storm (version 2: remix)
- Dr. Dre feat. Snoop Dogg - Still DRE
- Ol' Dirty Bastard feat. Kelis - Got Your Money
- Kelis - Caught out There
- Missy Elliott feat. Nas, Lil' Mo & Eve - Hot Boyz
- Sisqó - Got To Get It
- Q-Tip - Breathe And Stop
- Q-Tip - Vivrant Thing

### 2000
- Jay-Z feat. UGK - Big Pimpin'
- No Doubt - Ex-Girlfriend
- Busta Rhymes - Get Out!!
- Macy Gray - Why Didn't You Call Me
- R. Kelly - Bad Man
- DMX feat. Sisqó - What You Want
- LL Cool J - Imagine That
- Wyclef Jean feat. The Rock - It Doesn't Matter
- Busta Rhymes - Fire
- Jay-Z Hey Papi
- Mýa feat. Jay-Z - Best of Me (Holla Main Mix)
- Funkmaster Flex feat. DMX - Do You?
- Roni Size & Reprazent - Who Told You
- Ja Rule feat. Lil' Mo - Put It On Me
- The Murderers - We Don't Give A %^#$
- The Murderers feat. Vita - Vita, Vita, Vita
- Kobe Bryant feat. Tyra Banks - K.O.B.E.
- The Murderers feat Ja Rule, Vita, Black Child, Tah Murdah, Memphis Bleek, & Busta Rhymes -Holla Holla Remix

### 2001
- DMX - Ain't No Sunshine
- Busta Rhymes feat. Kelis - What It Is/Grimey
- Snoop Dogg feat. Tha Eastsidaz, Master P & Nate Dogg - Lay Low
- Eric Benet - Love Don't Love Me
- Babyface - There She Goes
- Vita - Justify My Love
- Left Eye - The Block Party
- Jessica Simpson - A Little Bit
- Ginuwine - Differences
- FUBU feat. LL Cool J, Keith Murray, et Ludacris - Fatty Girl
- Busta Rhymes - As I Come Back/Break Ya Neck
- Shelby Lynne - Killin' Kind
- Stella Soleil - Kiss Kiss
- Method Man - Party & Bull%#!*
- Aaliyah - Rock The Boat

### 2002
- N*E*R*D - Rock Star (unreleased version)
- Nelly Furtado - ...On the Radio (Remember the Days)
- Boyz II Men - The Color of Love
- Blu Cantrell featuring Sean Paul - Breathe (remix)

### 2003
- Ashanti - Rain On Me (version 1)

### 2004
- Ja Rule feat. R. Kelly et Ashanti - Wonderful
- Ashanti - Only U
- Teedra Moses - Be Your Girl
- New Edition- Hot 2 Nite

### 2005
- The Game feat. 50 Cent - How We Do
- Queen Latifah feat. Al Green - Simply Beautiful
- Slim Thug feat. Bun B - I Ain't Heard of That
- Kanye West - Diamonds from Sierra Leone
- Kanye West feat. Jamie Foxx - Gold Digger
- Smitty - Diamonds on My Neck
- Robin Thicke feat. Pharrell Williams - Wanna Love U Girl (version 2)
- Jamie Foxx feat. Ludacris - Unpredictable
- Beyoncé feat. Slim Thug et Bun B - Check on It
- Pharrell Williams - Angel
- Ne-Yo - So Sick
- The Cheetah Girls Shake a Tail Feather (version courte)

### 2006
- Ludacris feat. Pharrell - Money Maker
- LL Cool J feat. Jennifer Lopez - Control Myself
- Young Jeezy - My Hood
- Mary J. Blige - Enough Cryin'
- Hoobastank - If I Were You
- LL Cool J feat. Lyfe Jennings - Freeze
- Lil Jon feat. E-40 et Sean Paul of the Youngbloodz - Snap Yo Fingers
- Young Jeezy feat. Lil' Scrappy et T.I. - Bang
- Kanye West feat. Paul Wall, GLC et T.I. - Drive Slow (Remix)
- Pharrell Williams feat. Kanye West - Number 1
- Janet Jackson feat. Nelly - Call on Me
- John Legend - Heaven
- t.A.T.u. - Gomenasai

### 2007
- Kanye West - Can't Tell Me Nothing
- Twista feat. Pharrell - Give It Up
- Kenna - Say Goodbye to Love
- Kanye West - Stronger
- Fam-Lay - The Beeper Record
- Ja Rule - Body
- Jay-Z feat. Pharrell Williams - Blue Magic
- Lupe Fiasco feat. Matthew Santos - Superstar
- Ne-Yo - Go On Girl

### 2008
- Shaggy feat. Akon - What's Love
- Kanye West - Homecoming
- Sean Garrett feat. Ludacris - Grippin'
- Mary J. Blige - Stay Down
- Lloyd feat. Lil Wayne - Girls Around the World
- Coldplay - Viva la Vida
- N*E*R*D feat. CRS & Pusha T - Everyone Nose (Remix)
- Kanye West - Love Lockdown
- Kanye West - Heartless

### 2011
- Kanye West feat. Rihanna & Kid Cudi - All of the Lights
- Lil Wayne feat. Cory Gunz - 6 Foot 7 Foot
- Willow Smith feat. Nicki Minaj - Fireball

### 2012
- Nicki Minaj - Stupid Hoe
- Jack White - Freedom at 21

### 2013
- Beyoncé Knowles feat. Jay-Z : Drunk in Love
- Beyoncé Knowles - Blow
- Meek Mill - Levels

### 2015
Travis Scott et Kacy Hill - 90210